# アテネ・モスク
アテネ・モスク（ギリシア語: Τζαμί της Αθήνας; ラテン文字化: Tzami tis Athinas）は、ギリシャの首都であるアテネにあるモスク。このモスクは1833年にギリシャがオスマン帝国から独立して以来、アテネで初めて作られるモスクであり、ギリシャ国内では180年ぶりの新しいモスクとなった。

## 設立の背景
アテネは、国内に20万人のムスリムを抱えながらもヨーロッパの首都で唯一モスクがない都市だった。ギリシャ国内でのモスクの建立は1890年には議会の承認を得ていたが、イスラームと外国勢力の支配を関連付ける国粋主義者やギリシア正教会の反対、金融危機などの影響もあり、2004年のアテネオリンピックの際の取り組みも含めてすべてが失敗に終わっていた。

## 設立
2006年、ギリシャ政府はアテネ市内でモスクを建設する計画を作成した。2016年、ギリシャ議会はアテネ市内でのモスクの建設を承認し、100万ドルの建設予算が見積もられた。これには国内の保守系の野党や市民が反発したものの、建設は進み、2019年にアテネ市内のヴォタニコス地区で海軍司令部が所有する土地におよそ88万ユーロを投じられてアテネ・モスクが完成。2020年11月2日に開設された。
モスクは850m四方の大きさで350人が収容でき、4.2エーカーの中庭には児童公園や噴水があるが、ミナレットやドームといった伝統的なイスラーム装飾は施されなかった。また、モスクの管理はギリシャ教育相と財務省の公務員2名、自治体の職員2名、高等裁判所の判事1名のほか、ムスリム・コミュニティーの代表者2名の計7名からなる委員会によって行われる。